# Pierre Bachelet

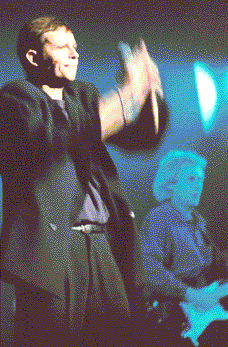
Pierre Bachelet (1990)

Pierre Bachelet (* 25. Mai 1944 in Paris; † 15. Februar 2005 in Suresnes, Hauts-de-Seine) war ein französischer Sänger und Komponist.

## Leben

### Herkunft, Ausbildung und erste Erfolge
Pierre Bachelet wurde am 25. Mai 1944 in Paris geboren. Er wuchs in Calais und Paris auf. Calais, der Heimatstadt seines Vaters, blieb er stets verbunden. Er beendete ein Filmstudium mit dem Diplom und brach danach nach Brasilien auf und drehte dort den Dokumentarfilm Bahia meu Amor.
Bachelet war zunächst in der Werbebranche tätig, in der er mehrere Filmemacher kennenlernte, mit denen er fortan zusammenarbeitete. Er schrieb Musik vor allem für Werbesendungen und Dokumentarfilme. Sein größter Erfolg in dieser Zeit war die Filmmusik zu Emmanuelle von Just Jaeckin. Davon wurden 1,4 Millionen Langspielplatten und 4 Millionen Singles verkauft. Bachelet komponierte auch für die Spielfilme Damit ist die Sache für mich erledigt und Sehnsucht nach Afrika von Jean-Jacques Annaud sowie für Sonne, Sex und Schneegestöber und Gwendoline von Just Jaeckin.

### Karriere als Chansonnier
Pierre Bachelet nahm ein erstes von ihm selbst gesungenes Chanson bereits 1974 auf: L´Atlantique. 1980 veröffentlichte er seine erste Langspielplatte, Elle est d´ailleurs. Sie war der Beginn einer langen Zusammenarbeit mit dem Liedertexter Jean-Pierre Lang. Der aus der LP ausgekoppelte Titelsong verkaufte sich als Single 1,5 Millionen Mal.
Sein zweites, 1982 erschienenes Album enthielt das erfolgreiche Lied Les Corons über das Leben der Bergleute in Nordfrankreich, das in den folgenden Jahrzehnten zur Hymne der Anhänger des Fußball-Erstligisten RC Lens avancierte. Auch in der populären Filmkomödie Willkommen bei den Sch’tis (2008) stimmt die Hauptfigur, dargestellt von Kad Merad, zusammen mit Fans des RC Lens das Lied an.
Im Jahr 1982 fanden die ersten Großveranstaltungen statt, an denen Bachelet beteiligt war: zusammen mit dem Komiker Patrick Sébastien im Pariser Olympia, danach Tourneen durch die französischsprachigen Länder Europas.
1984, nach Erscheinen seines dritten Albums, gab Bachelet selbst Konzerte im Olympia. Es folgten 1985 und 1987 zwei weitere Alben, die die Hits En l´an 2001 und Vingt ans enthielten und an die sich erneut Tourneen anschlossen.
Anfang der 1990er Jahre erschienen ein Album mit Liveaufnahmen Bachelets und eine erste Zusammenstellung seiner besten Lieder, aber auch ein neues Album. Seine Konzertreisen führten ihn diesmal auch in die französischen Überseegebiete im Indischen Ozean und in die kanadische Provinz Québec.
1995 brachte er ein Album mit Liedern über die Stadt heraus, deren Texte in Zusammenarbeit mit dem Schriftsteller Yann Queffélec entstanden waren. Queffélec und Lang dienten auch als Liedertexter für sein nächstes Albums, Un homme simple, das außerdem zwei von Bachelet selbst getextete Chansons enthielt.
Ab Mitte der 1990er Jahre bis zu seinem Tod 2005 setzte Bachelet seine Karriere fort, weniger im Rampenlicht der Medien als in den 1980er Jahren, aber mit einem treuen Publikum. Er starb am 15. Februar 2005 in seinem Haus in Suresnes bei Paris an den Folgen eines Krebsleidens.

## Diskografie

### Studioalben
| Jahr | Titel                                         | Höchstplatzierung, Gesamtwochen, AuszeichnungChartplatzierungen (Jahr, Titel, Platzierungen, Wochen, Auszeichnungen, Anmerkungen) | Höchstplatzierung, Gesamtwochen, AuszeichnungChartplatzierungen (Jahr, Titel, Platzierungen, Wochen, Auszeichnungen, Anmerkungen) | Höchstplatzierung, Gesamtwochen, AuszeichnungChartplatzierungen (Jahr, Titel, Platzierungen, Wochen, Auszeichnungen, Anmerkungen) | Anmerkungen                   |
| Jahr | Titel                                         | FR | BEW | CH | Anmerkungen                   |
| ---- | --------------------------------------------- | --- | --- | --- | ----------------------------- |
| 1982 | Les Corons                                    | FR191 Platin · (1 Wo.)FR | — | — | Charteinstieg in FR erst 2013 |
| 1998 | Un homme simple                               | FR70 (1 Wo.)FR | — | — |                               |
| 2001 | Une autre lumière                             | FR78 (6 Wo.)FR | — | — |                               |
| 2003 | Tu ne nous quittes pas (Bachelet chante Brel) | FR143 (2 Wo.)FR | — | — |                               |
| 2008 | Essaye                                        | FR32 (21 Wo.)FR | BEW76 (6 Wo.)BEW | — |                               |

grau schraffiert: keine Chartdaten aus diesem Jahr verfügbar
Weitere Studioalben
- 1975: L’Atlantique
- 1980: Elle est d’ailleurs
- 1983: Découvrir l’Amérique
- 1985: Marionnettiste (FR: Gold)
- 1985: En l’an 2001
- 1987: Vingt ans (FR: Platin)
- 1989: Quelque part... c’est toujours ailleurs (FR: Platin)
- 1992: Les Lolas
- 1995: La ville ainsi soit-il

### Livealben
- 1983: Un soir... Une scène
- 1986: Olympia 86
- 1988: Tu es là au rendez-vous (FR: Gold)
- 1991: La Scène

### Kompilationen
| Jahr | Titel                                        | Höchstplatzierung, Gesamtwochen, AuszeichnungChartplatzierungen (Jahr, Titel, Platzierungen, Wochen, Auszeichnungen, Anmerkungen) | Höchstplatzierung, Gesamtwochen, AuszeichnungChartplatzierungen (Jahr, Titel, Platzierungen, Wochen, Auszeichnungen, Anmerkungen) | Höchstplatzierung, Gesamtwochen, AuszeichnungChartplatzierungen (Jahr, Titel, Platzierungen, Wochen, Auszeichnungen, Anmerkungen) | Anmerkungen                                    |
| Jahr | Titel                                        | FR | BEW | CH | Anmerkungen                                    |
| ---- | -------------------------------------------- | --- | --- | --- | ---------------------------------------------- |
| 1998 | Le meilleur de Pierre Bachelet               | FR42 ×3Dreifachplatin · (34 Wo.)FR                                                                                                | BEW2 (38 Wo.)BEW | CH81 (3 Wo.)CH | Charteinstieg in FR erst 2013; in CH erst 2006 |
| 2001 | L’essentiel                                  | FR129 (1 Wo.)FR | — | — |                                                |
| 2005 | Les corons / Un homme simple                 | FR187 (1 Wo.)FR | — | — |                                                |
| 2005 | 10 ans de Bachelet pour toujours             | FR30 (16 Wo.)FR | BEW41 (8 Wo.)BEW | — | Charteinstieg in FR erst 2016                  |
| 2006 | Les grands succès de Pierre Bachelet         | FR195 (1 Wo.)FR | — | — | Charteinstieg in FR erst 2013                  |
| 2010 | L’album souvenir: Best Of – 3 CD             | FR— GoldFR | BEW19 (28 Wo.)BEW | — |                                                |
| 2013 | Best Of 3 CD                                 | — | BEW76 (32 Wo.)BEW | — |                                                |
| 2015 | Un p’tit bout de chemin avec Pierre Bachelet | — | BEW144 (1 Wo.)BEW | — |                                                |
| 2018 | Chanteur du nord                             | — | BEW83 (9 Wo.)BEW | — |                                                |
| 2019 | Les plus grands succès de                    | — | BEW140 (13 Wo.)BEW | — |                                                |

### Singles
| Jahr | Titel Album                                               | Höchstplatzierung, Gesamtwochen, AuszeichnungChartsChartplatzierungen (Jahr, Titel, Album, Platzierungen, Wochen, Auszeichnungen, Anmerkungen) | Anmerkungen                   |
| Jahr | Titel Album                                               | FR | Anmerkungen                   |
| ---- | --------------------------------------------------------- | --- | ----------------------------- |
| 1980 | Elle est d’ailleurs                                       | FR101 Platin · (1 Wo.)FR | Charteinstieg in FR erst 2016 |
| 1985 | Marionnettiste                                            | FR17 (14 Wo.)FR |                               |
| 1985 | En l’an 2001                                              | FR3 Gold · (23 Wo.)FR |                               |
| 1987 | Vingt ans                                                 | FR9 Silber · (16 Wo.)FR |                               |
| 1988 | C’est pour elle Vingt ans                                 | FR32 (7 Wo.)FR |                               |
| 1989 | L’homme en blanc –                                        | FR7 (15 Wo.)FR |                               |
| 1990 | Pleure pas Boulou Quelque part... c’est toujours ailleurs | FR20 (10 Wo.)FR |                               |
| 1990 | Flo Quelque part... c’est toujours ailleurs               | FR12 (13 Wo.)FR | mit Florence Arthaud          |

grau schraffiert: keine Chartdaten aus diesem Jahr verfügbar

## Auszeichnungen für Musikverkäufe
| Platin-Schallplatte - Frankreich - 1982: für die Single Les Corons - 1988: für das Album Pierre Bachelet (20 Ans) - 1988: für das Album Double Album |

Anmerkung: Auszeichnungen in Ländern aus den Charttabellen bzw. Chartboxen sind in ebendiesen zu finden.
| Land/RegionAuszeichnungen für Musikverkäufe (Land/Region, Auszeichnungen, Verkäufe, Quellen) | Silber  | Gold     | Platin       | Verkäufe  | Quellen                     |
| -------------------------------------------------------------------------------------------- | ------- | -------- | ------------ | --------- | --------------------------- |
| Frankreich (SNEP)                                                                            | Silber1 | 4× Gold4 | 10× Platin10 | 5.000.000 | infodisc.fr snepmusique.com |
| Insgesamt                                                                                    | Silber1 | 4× Gold4 | 10× Platin10 |           |                             |

## Filmmusik
- 1974: Emmanuelle – Régie: Just Jaeckin
- 1974: OK Chicago
- 1975: Die Geschichte der O (Histoire d’O) – Régie: Just Jaeckin
- 1976: Sehnsucht nach Afrika (La Victoire en chantant) – Régie: Jean-Jacques Annaud
- 1978: Damit ist die Sache für mich erledigt – Régie: Jean-Jacques Annaud
- 1978: Sonne, Sex und Schneegestöber (Les bronzés font du ski) – Régie: Patrice Leconte
- 1978: Der letzte romantische Liebhaber (Le dernier amant romantique) – Régie: Just Jaeckin
- 1979: Damit ist die Sache für mich erledigt (Coup de tête)
- 1984: Gwendoline – Régie: Just Jaeckin
- 1987: Emmanuelle 5 – Régie: Walerian Borowczyk
- 1993: Digital Love – Régie: Francis Leroi
- 1993: Emmanuelles Zauber (Magique Emmanuelle) – Régie: Francis Leroi
- 1999: Ein Sommer auf dem Lande (Les enfants du marais) – Régie: Jean Becker
- 2001: Un crime au paradis – Régie: Jean Becker